# Ohowo
Ohowo (biał. Агова, Ahowa; ros. Огово, Ogowo; pol. hist. Ogowo) – wieś na Białorusi, w obwodzie brzeskim, w rejonie janowskim, w sielsowiecie Laskowicze, nad Filipówką i przy drodze magistralnej M10.

## Historia
W Rzeczypospolitej Obojga Narodów przynależało do powiatu pińskiego województwa brzeskolitewskiego. Było wówczas własnością Kolegium Jezuitów w Pińsku. W wyniku II rozbioru Polski weszło w skład Rosji, w ramach której w XIX i w początkach XX w. położone było w guberni mińskiej, w powiecie pińskim, w gminie Brodnica. Obok wsi mieścił się pojezuicki majątek ziemski (folwark) Ohowo, od 1872 własność płk. Werneke.
W dwudziestoleciu międzywojennym leżało w Polsce, w województwie poleskim, w powiecie pińskim, w gminie Brodnica. W 1921 wieś liczyła 259 mieszkańców, zamieszkałych w 75 budynkach, w tym 246 Białorusinów i 13 Żydów. 241 mieszkańców było wyznania prawosławnego, 13 mojżeszowego i 5 rzymskokatolickiego. Folwark liczył 7 mieszkańców, zamieszkałych w 1 budynku, w tym 5 Białorusinów i 2 Polaków. 5 mieszkańców było wyznania prawosławnego i 2 ewangelickiego.
Po II wojnie światowej w granicach Związku Sowieckiego. Od 1991 w niepodległej Białorusi.